# Jan Adam
Jan Adam (XV secolo – XVI secolo) è stato un tipografo polacco.
Nel 1478 stampò il celebre libro Omnium mortalium cura. Si stabilì in Inghilterra, dove utilizzò lo pseudonimo di Johannes Lettou.